# Transizraelský ropovod

Trasa Transizraelského ropovodu

Transizraelský ropovod (hebrejsky: קו צינור אילת אשקלון), též znám jako Tipline či ropovod Ejlat–Aškelon, je ropovod vybudovaný v roce 1968 za účelem transportu surové ropy z Íránu do Evropy. Dodávky ropy byly přerušeny v roce 1979 poté co byl během íránské islámské revoluce svržen dosavadní íránský vládce šáh Muhammad Rezá Pahlaví. Kapacita 42" a 254 kilometrů dlouhého ropovodu, vedoucího ze speciálního mola v Aškelonu do Ejlatského přístavu u Rudého moře je 400 tisíc barelů denně a 1,2 milionů barelů denně v opačném směru (tj. z Ejlatu do Aškelonu). Ropovod se však rozrůstal postupně: nejprve bylo položeno 8" potrubí (průměr 20 cm), následně 16" (40 cm) a až nakonec 42" (105 cm). Ropovod vlastní a provozuje společnost Eilat Ashkelon Pipeline Company (EAPC), která provozuje řadu dalších izraelských ropovodů.
V roce 2003 byla podepsána dohoda mezi Izraelem a Ruskem týkající se zásobování asijského trhu ruskou ropou. Na základě této dohody bude ropa přepravena tankery z ruského Novorossijsku do Aškelonu, poté přepravena ropovodem do Ejlatu, kde bude přeložena na tankery mířící do Asie. Tato trasa je kratší než tradiční cesta kolem Afriky a levnější než skrze Suezský průplav.
V prosinci 2014 došlo poblíž jižního konce Transizraelského ropovodu k masivnímu úniku surové ropy. Zástupci ministerstva životního prostředí to označili za jednu z největších ekologických katastrof v dějinách státu Izrael, jejíž odstraňování potrvá měsíce, ne-li roky. Vádím Nachal Avrona tekl po havárii sedm kilometrů dlouhý proud ropy.